# 1945 au théâtre
| Années du théâtre : 1942 - 1943 - 1944 - 1945 - 1946 - 1947 - 1948    |
| Décennies du théâtre : 1910 - 1920 - 1930 - 1940 - 1950 - 1960 - 1970 |

Cet article présente les faits marquants de l'année 1945 au théâtre.

## Événements
- Les Enfants du Paradis, film réalisé par Marcel Carné sur un scénario de Jacques Prévert, ressuscite au cinéma l'atmosphère du théâtre des Funambules (1816-1862), démoli sous le Second Empire. Auprès d'Arletty en « Garance », qui cristallise toute l'intrigue autour d'elle, Jean-Louis Barrault y joue « Baptiste », nom de scène et avatar du mime et Pierrot franco-bohémien Jan Kašpar Dvořák francisé en Jean-Gaspard Deburau, tandis que Pierre Brasseur incarne le populaire acteur du « boulevard du Crime » Frédérick Lemaître.

## Pièces de théâtre représentées
- 1er mars : Les Mal-aimés de François Mauriac, mise en scène Jean-Louis Barrault, Comédie-Française
- 8 mars : La Maison de Bernarda Alba de Federico García Lorca, Buenos Aires
- 26 septembre : Caligula, tragédie d'Albert Camus, Théâtre Hébertot, avec Gérard Philipe
- 2 novembre : Le Faiseur  d'Honoré de Balzac au Théâtre Sarah Bernhardt
- 22 décembre : La Folle de Chaillot de Jean Giraudoux, Théâtre de l'Athénée

## Naissances
- 28 janvier : Marthe Keller, actrice suisse.
- 31 mai : Rainer Werner Fassbinder, acteur, metteur en scène de théâtre et cinéma allemand  († 10 juin 1982).
- 1er juin : Claire Nadeau, actrice française.
- 12 octobre : Aurore Clément, actrice française.
- 1er décembre : Guennadi Khazanov, humoriste russe, directeur artistique du théâtre de l'Estrade

## Décès
- 23 mai : Armand Bour (°1868)